# Dicranota perdistincta
Dicranota (Eudicranota) perdistincta là một loài ruồi trong họ Pediciidae. Chúng phân bố ở vùng sinh thái Palearctic.